# Élections législatives finlandaises de 2003
Les élections législatives finlandaises de 2003 (en finnois : Eduskuntavaalit 2003) se sont tenues le 16 mars 2003, afin d'élire les deux cents députés de la trente-quatrième législature du Parlement finlandais (Eduskunta).

## Contexte
Le Premier ministre social-démocrate Paavo Lipponen dirige depuis 1995 une coalition qui comprend, outre son propre Parti social-démocrate (SDP), le Parti de la coalition nationale (KOK), le Parti populaire suédois (SFP), la Ligue verte (VIHR) et l'Alliance de gauche (VAS). La deuxième partie de la législature 1999-2003 est marquée, depuis 2001, par un fort ralentissement économique. 

## Mode de scrutin
Le Parlement de Finlande compte deux cents députés, dont un élu au scrutin uninominal majoritaire à un tour par les résidents des îles Åland. Les autres sont élus dans quatorze circonscriptions, qui comptent de 6 à 33 députés selon leur population. Ils sont désignés au scrutin proportionnel suivant la méthode d'Hondt, les électeurs ayant également la possibilité d'exprimer leur préférence pour un candidat sur la liste pour laquelle ils votent. Dans ce cas, les sièges sont d'abord attribués aux candidats ayant recueilli le plus grand nombre de suffrages sur leur nom.
Les candidats aux élections législatives peuvent être désignés par les partis politiques et les associations électorales. Tout citoyen finlandais âgé de plus de 18 ans peut être candidat, à l'exception des personnes déchues de leurs droits civiques et des militaires de carrière. Chaque parti ou union électorale est autorisé à présenter un maximum de 14 candidats par circonscription électorale ou, dans le cas où la circonscription élit plus de 14 membres du Parlement, un nombre égal à celui des représentants élus.
Chaque citoyen finlandais âgé de 18 ans ou plus le jour de l'élection a le droit de voter à l'élection, quel que soit son lieu de résidence. L'électorat est composé de 4 220 951 personnes au total, dont 4 015 552 résident en Finlande et 205 399 à l'étranger. 

## Résultats

### Résultats détaillés au niveau national
La participation électorale s'est élevée à 66,71%, soit 1,4% de plus que lors des élections législatives de 1999.
|                        |                                           |           |       |               |        |               |  |  |  |  |  |  |  |  |
| Parti                  | Parti                                     | Voix      | %     | +/-           | Sièges | +/-           |  |  |  |  |  |  |  |  |
|                        | Parti du centre (Kesk)                    | 689 391   | 24,69 | 2,29          | 55     | 7             |  |  |  |  |  |  |  |  |
|                        | Parti social-démocrate (SDP)              | 683 223   | 24,47 | 1,61          | 53     | 2             |  |  |  |  |  |  |  |  |
|                        | Parti de la coalition nationale (Kok)     | 517 904   | 18,55 | 2,48          | 40     | 6             |  |  |  |  |  |  |  |  |
|                        | Alliance de gauche (Vas)                  | 277 152   | 9,93  | 0,95          | 19     | 1             |  |  |  |  |  |  |  |  |
|                        | Ligue verte (Vihr)                        | 223 564   | 8,01  | 0,74          | 14     | 3             |  |  |  |  |  |  |  |  |
|                        | Chrétiens-démocrates (KD)                 | 148 987   | 5,34  | 1,17          | 7      | 3             |  |  |  |  |  |  |  |  |
|                        | Parti populaire suédois de Finlande (SFP) | 128 824   | 4,61  | 0,51          | 8      | 3             |  |  |  |  |  |  |  |  |
|                        | Vrais Finlandais (PS)                     | 43 816    | 1,57  | 0,58          | 3      | 2             |  |  |  |  |  |  |  |  |
|                        | Parti communiste de Finlande (SKP)        | 21 079    | 0,76  | en stagnation | 0      | en stagnation |  |  |  |  |  |  |  |  |
|                        | Forces pour le changement en Finlande     | 11 485    | 0,41  | Nv.           | 0      | en stagnation |  |  |  |  |  |  |  |  |
|                        | Parti libéral populaire                   | 8 776     | 0,31  | 0,12          | 0      | en stagnation |  |  |  |  |  |  |  |  |
|                        | Parti écologique diversifié               | 6 659     | 0,24  | 0,15          | 0      | en stagnation |  |  |  |  |  |  |  |  |
|                        | Ligue des retraités de Finlande           | 5 346     | 0,19  | 0,01          | 0      | en stagnation |  |  |  |  |  |  |  |  |
|                        | Bleu-et-blancs du peuple finlandais       | 4 579     | 0,16  | Nv.           | 0      | en stagnation |  |  |  |  |  |  |  |  |
|                        | Coalition ålandaise                       | 4 306     | 0,15  | 0,01          | 1      | 1             |  |  |  |  |  |  |  |  |
|                        | Autres partis                             | 16 666    | 0,60  | –             | 0      | 1             |  |  |  |  |  |  |  |  |
|                        |                                           |           |       |               |        |               |  |  |  |  |  |  |  |  |
| Suffrages exprimés     | Suffrages exprimés                        | 2 791 757 | 99,15 |               |        |               |  |  |  |  |  |  |  |  |
| Votes blancs et nuls   | Votes blancs et nuls                      | 23 943    | 0,85  |               |        |               |  |  |  |  |  |  |  |  |
| Total                  | Total                                     | 2 815 700 | 100   | –             | 200    | en stagnation |  |  |  |  |  |  |  |  |
| Abstention             | Abstention                                | 1 405 251 | 33,29 |               |        |               |  |  |  |  |  |  |  |  |
| Inscrits/Participation | Inscrits/Participation                    | 4 220 951 | 66,71 |               |        |               |  |  |  |  |  |  |  |  |

### Analyse des résultats
Le Parti du centre dirigé par Anneli Jäätteenmäki dépasse le Parti social-démocrate (SDP) et devient le plus grand parti de l'Eduskunta. Cette victoire est principalement due à la direction de Jäätteenmäki et à la modernisation du parti, encore souvent considéré comme agraire et conservateur par beaucoup. Cependant, le SDP a remporté quelques sièges et augmenté sa part de voix, ne perdant que de quelques milliers de voix en nombre total de votes populaires.
La Ligue verte a obtenu les meilleurs résultats de son histoire, tandis que le Parti populaire suédois a subi des pertes. Les chrétiens-démocrates ont gagné des voix mais perdu des sièges. Cela s'explique en partie par le fait qu'en 1999 et avant, les chrétiens-démocrates avaient formé une coalition électorale avec le Parti du centre et en avaient bénéficié, tandis que le Parti du centre avait perdu des sièges à cause de cet arrangement, qu'il a donc abandonné à partir de 2003. L'Alliance de gauche a poursuivi son lent déclin, tandis que le petit parti populiste des Vrais Finlandais n'a pas fait aussi bien que certains l'avaient prévu. 

## Conséquences
Le Parti du centre remporte ces élections, avec environ 6 000 voix d'avance sur le Parti social-démocrate. La chef du Parti du Centre, Anneli Jäätteenmäki est donc chargée de former un nouveau gouvernement, pour succéder à celui du social-démocrate Paavo Lipponen.
Le 17 avril 2003, le nouveau cabinet Jäätteenmäki prête serment. Le Parti du centre forme une coalition avec les sociaux-démocrates et le Parti populaire suédois. Cependant, en raison d'une affaire parlementaire, Jäätteenmäki démissionne dès l'été et Matti Vanhanen, également du Parti du centre, lui succède. 